# Torneo de Contrexéville 2022
El Grand Est Open 88 2022 fue un torneo de tenis profesional jugado en canchas de tierra batida al aire libre. Se trató de la 15ª edición del torneo y formó parte de los Torneos WTA 125s en 2022. Se llevó a cabo en Contrexéville, Francia, entre el 4 de julio al 10 de julio de 2022.

## Cabezas de serie

### Individuales
| Tenista          | Ranking | Preclasificada |
| Anna Bondár      | 64      | 1              |
| Varvara Gracheva | 69      | 2              |
| Jasmine Paolini  | 72      | 3              |
| Océane Dodin     | 85      | 4              |
| Arantxa Rus      | 86      | 5              |
| Dalma Gálfi      | 89      | 6              |
| Ylena In-Albon   | 113     | 7              |
| Katie Volynets   | 117     | 8              |

- Ranking del 27 de junio de 2022.

### Dobles
| Tenista                          | Ranking | Preclasificada |
| Ulrikke Eikeri Tereza Mihalíková | 111     | 1              |
| Xinyun Han Alexandra Panova      | 178     | 2              |

## Campeonas

### Individuales femeninos
Sara Errani venció a  Dalma Gálfi por 6–4, 1–6, 7–6(4)

### Dobles femenino
Ulrikke Eikeri /  Tereza Mihalíková vencieron a  Xinyun Han /  Alexandra Panova por 7–6(8), 6–2